# ميكوفاييف (مازوفيا)
ميكوفاييف هي قرية في منطقة غمينا تيريسين الإدارية في مقاطعة Sochaczew في محافظة مازوفيا في شرق وسط بولندا.